# Molella
Maurizio Molella (6 novembre 1964) est un des DJ les plus importants d'Italie. Il est aussi producteur international de musique dance.

## Carrière
Molella débute à 14 ans en réalisant de simples cassettes audio mixées pour ses amis.
Après avoir obtenu son diplôme de dessinateur et concepteur en mécanique, il commence comme animateur dans une petite radio locale : Radio Country.
Dès 1984, il devient DJ dans différentes discothèques milanaises jusqu'en 1986 où il est repéré durant une soirée par Daniele Milani (célèbre animateur radiophonique des années 1980) et se retrouve à Radio DeeJay où il débute en tant que programmeur, travaillant ainsi avec Gerry Scotti et avec Amadeus. Un an plus tard (pendant la première période de la house music) au micro on trouve Jovanotti  avec l'émission 1-2-3 CASINO. Avec Lorenzo Cherubini commence une collaboration qui l'emmenera à la télévision comme en tournée en 1988, le faisant devenir un DJ très populaire en Italie dans le domaine de la house et du hip hop, avec comme slogan 'Molella martella' ('Molella martèle")
Il produit son premier disque qui ne rencontre qu'un léger succès en 1990: 'Je vois', sous le label "Underground" du groupe Media Records (après un début l'année précédente avec le remis du hit international des 49Ers "Touch me"). En 1991, il est reconnu comme producteur international de musique techno d'abord grâce à "Revolution" puis à "Free" (1992). De 1991 à 1996, il participe à Deejay Time de Albertino proposant des mégamix spéciaux de quelques minutes. De la fin des années 1980 à aujourd'hui, Molella mixe dans l'émission dance la plus prestigieuse de la radio italienne: le Megamix (maintenant Disco Ball). Il collabore jusqu'en 2002 avec le DJ Fargetta.
Parmi les productions les plus fameuses, on trouve "Confusion" de 1993 et "If you wanna party" avec les rappers de Chicago The Outhere Brothers de 1995 (single avec lequel ils participent au programme anglais Top of the Pops). Puis il crée le projet Gala, qui vendra 4 millions d'exemplaires dans le monde grâce à  "Freed from Desire" en 1996 et "Come into my life" en 1997. Il poursuit avec "With this ring let me go" pendant l'été 1998, fruit du travail avec Fast Eddie et les Heaven 17. Grâce à lui, naît un autre projet: The Soundlovers qui connurent un succès particulièrement positif en Allemagne.
Ses remis sont nombreux : Vasco Rossi avec "Rewind" et "Ti Prendo E Ti Porto Via"(juin '01); Rino Gaetano "Ma Il Cielo È Sempre Più Blu"(juin '03), Gemelli Diversi "Mary", ou encore Boy George et ATB.
- En 2000 sortent les singles "Genik" (septembre 2000)et "Discotek People"(mai 2001): deux chansons très populaires dans le top dance italien mais pourtant critiquées à cause de leur sonorité trop 'simple' et d'une qualité plus basse comparée à ses autres productions. Ces deux singles sont inclus dans l'album "Les Jeux Sont Faits" sorti en octobre 2001.
- En avril 2002 Molly réalise "T.V.A.B.", en automne "Magia", morceau qui contient le fameux riff de Gala (toujours signé par Molella) "Come Into My Life".
- Janvier 2003 commence avec "Baby!", disque aux sonorités des années 1960 et continue "Desert Of Love" un disque de style "Original Radical Musical". C'est grâce à tout ça, que Molella gagne le prix FIMI "Italian Music Awards" dans la catégorie "Meilleur Producteur Dance de l'année 2002/2003". Il produit le remix de "Il cielo è sempre più blu", qui sera inclus comme inédit dans la compilation regroupant les morceaux de Rino Gaetano.
- En mars 2004 sa collaboration avec Gigi D'Agostino voit naître le projet GIGI&MOLLY avec comme premier single, "Con Il Nastro Rosa". Pour la troisième fois, Vasco Rossi lui confie le remix de son single "Buoni O Cattivi" (juillet 2004). Trois ans après la sortie de Les jeux sont faits, sort Made In Italy, son nouvel album auquel un livre est associé.
- En 2005 sort le quatrième remix réalisé pour Vasco Rossi "Cosa vuoi da me", le single "Village Groove" et une nouvelle version de "If you wanna party" avec les Outhere Brothers.
- En 2006 le grand succès de sa rubrique “Mush Up” comprise dans le Deejay Time, devient même une compilation dédiée à ce phénomène musical. À la fin 2006, sort "Love Resurrection" inclus dans le dvd de m2 o.
- En 2007 sort le single "Sharm el Sheick" suivi par "Desire".
- Depuis le 13 juin 2008, il anime un programme sur m2 o.
- En 2009, Molella revient sur le devant de la scène avec son album Mollywood sous le label 'Do It Yourself'.

## Discographie

### Singles
- 1990 - Je vois io vedo
- 1991 - Revolution
- 1992 - Free
- 1993 - Confusion
- 1995 - If you wanna party feat. The Outhere Brothers
- 1996 - Freed from Desire (Gala)
- 1997 - Come into my life (Gala)
- 1997 - It's A Real World en duo avec Phil Jay feat. Nancy
- 1998 - With this ring let me go feat. Fast Eddie et les Heaven 17
- 2000 - Genik
- 2001 - Discotek People
- 2002 - T.V.A.B
- 2002 - Magiak
- 2003 - Baby !
- 2003 - Desert Of Love
- 2004 - Con Il Nastro Rosa feat. Gigi d'Agostino (Gigi & Molly)
- 2005 - Village Groove
- 2005 - If you wanna party 2005 feat. The Outhere Brothers
- 2006 - Love Resurrection
- 2007 - Sharm el Sheick
- 2007 - Desire
- 2012 - Let Me Give You More

### Remixes
- 49Ers - Touch me (1989)
- Vasco Rossi - Rewind (2001)
- Vasco Rossi - Ti Prendo E Ti Porto Via (2001)
- Rino Gaetano - Ma Il Cielo È Sempre Più Blu (2003)
- Gemelli Diversi - Mary
- Rino Gaetano - Il cielo è sempre più blu (2003)
- Vasco Rossi - Buoni O Cattivi (2004)
- Vasco Rossi - Cosa vuoi da me (2005)

### Albums
- Made in Italy (2004)